# Antonio van Diemen

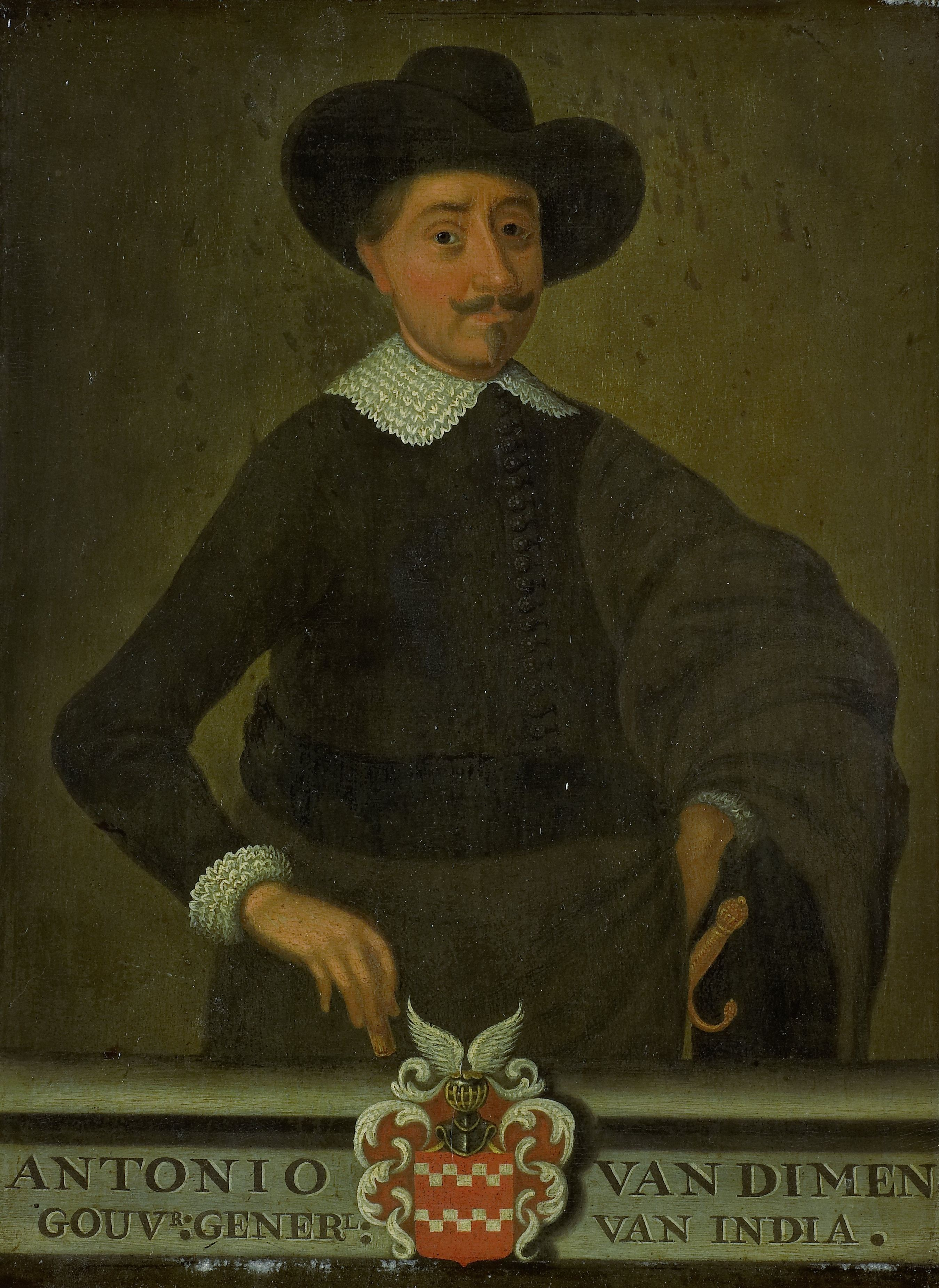
Anthony van Diemen, Kopie um 1750–1800, nach einem anonymen Original von 1636–1675 aus dem Rijksmuseum, Amsterdam

Antonio van Diemen (auch Anton, Anthonie, Anthony, Antonius; * 1593 in Culemborg; † 19. April 1645 in Batavia (heute Jakarta)) war 1636–1645 Generalgouverneur von Niederländisch-Indien.

## Leben

### Herkunft und Tätigkeit als Kaufmann
Van Diemen war der Sohn des Bürgermeisters seines Geburtsorts und schlug 1616 eine Laufbahn als Geschäftsmann in Amsterdam ein, die jedoch mit einem Bankrott endete. 1618 segelte er unter falschem Namen als Leutnant zur See nach Batavia (heute Jakarta in Indonesien), dem Hauptsitz der Vereinigten Ostindischen Kompanie („Vereenigde Oostindische Compagnie“, kurz VOC) im Osten.

### Aufstieg bei der VOC in Batavia
Dort wurde er von Generalgouverneur Jan Pieterszoon Coen (* 1587, † 1629), der das Talent des Neuankömmlings erkannte, trotz der Warnungen aus Amsterdam, wo man von seiner falschen Identität erfahren hatte, als Schreiber der VOC angestellt. Seine kaufmännische Vorbildung führte dazu, dass er die verworrene Buchhaltung seines Vorgängers ordnen und dabei verbotene Privatgeschäfte aufdecken konnte, wodurch er bis zur Würde eines ordentlichen Rats (1635) und Handelsdirektors gelangte.

### Heirat
1630 heiratete Van Diemen Maria van Aelst, die Ehe blieb jedoch kinderlos; die Witwe erhielt nach dem Tod in Anerkennung der Verdienste ihres Mannes 20.000 Gulden.

### Van Diemen als Generalgouverneur

#### Expansion und Bündnisse
Nach einer kurzen Rückkehr in die Niederlande (ndl. „naar Patria“) 1631–1632 kehrte er bereits als zweiter Mann nach dem Generalgouverneur zurück, ehe er 1636 selbst zum Generalgouverneur ernannt wurde.
Um die Kompanieherrschaft auf den Gewürzinseln, den Molukken, zu stärken, schloss Van Diemen nach der Niederschlagung eines Aufstands auf den Molukken (1636–38) vorteilhafte Verträge mit den muslimischen Sultanen von Ternate (1638) und Aceh, die der Kompanie den Rücken für Eroberungskriege freihielten und das holländische Gewürzmonopol in der Region begründeten (1638–1643). Er führte einen erfolgreichen Krieg gegen den Herrscher von Amboina und bemächtigte sich 1638 der portugiesischen Niederlassungen in Ceylon, wo man 1644 mit der Einnahme der Küstengebiete zum Herrn des einträglichen Zimthandels wurde; zugleich hatten die Holländer Niederlassungen an der indischen Koromandelküste gegründet. 1641 eroberten die Holländer zudem die portugiesische Hafenfestung Malakka, eine wichtige Station auf der Handelsroute zwischen Indien und China, und 1642 vertrieben sie die Spanier von Formosa, dem heutigen Taiwan. Van Diemen nötigte den Vizekönig von Goa und den König von Fars zum Frieden und begründete den holländischen Handel in Tongking (Vietnam) und Japan.
Eine Expedition zur Eroberung Kambodschas im Jahr 1644 misslang, ein entsprechendes Bündnis mit Siam blieb durch Van Diemens Tod folgenlos.
1644 sollte Van Diemen bei dem geplanten Aufstand des Jan Cleyn (oder Jan Pekel), eines zum Christentum übergetretenen Soldaten und Dorfvorstehers, der sich mit muslimischen Aufständischen aus Java verbündet hatte, umgebracht werden; der Attentatsplan misslang, Jan Cleyn und seine Mitverschwörer wurden hingerichtet.

#### Entdeckungsfahrten
Van Diemen veranlasste 1642 und 1644 die Entdeckung der nach ihm Vandiemensland benannten Insel – sie wurde später (1855) nach dem Seefahrer und tatsächlichen Entdecker Abel Tasman in Tasmanien umbenannt – sowie von Neuseeland, Tonga, Fidschi und der Nordküste Australiens. Die Suche nach den fantastischen Gold- und Silberinseln der Spanier (Rica de Oro und Rica de Plata), die der Faktor von Nagasaki/Japan, Willem Verstegen angeregt hatte, blieb dagegen erfolglos.

#### Innere Verwaltung
Nicht weniger Aufmerksamkeit richtete Van Diemen auf die innere Verwaltung. So vollendete er den Ausbau von Batavia nach dem holländischen Muster seines Vorgängers Jan Pieterszoon Coen (1587–1629) durch eine Lateinschule (1642), zwei protestantische Kirchen, ein Waisenhaus und ein Hospital; auf dem Rechtsgebiet führte er 1642 das erste Gesetzbuch der Kolonie, die „Bataviasche Statuten“, ein.

## Würdigung
Beim Ende von Van Diemens Amtszeit hatten die Niederlande die Portugiesen aus ihren Besitzungen vertrieben und waren zur überragenden wirtschaftlichen und politischen Macht im Osten geworden. Sein Leben war typisch für die steile Karrieren, die in einer Kaufmannsgesellschaft wie der VOC für nichtadlige strebsame jungen Leute immer wieder möglich waren, während in anderen Staaten wie England, Spanien, Frankreich oder Portugal noch lange Zeit Herkunft oder Geldmittel über eine politische Laufbahn entschieden.

## Benennungen
Der Van-Diemen-Golf trägt seinen Namen. Tasmanien wurde von seinem europäischen Entdecker zu Ehren van Diemens Van-Diemens-Land genannt. Darüber hinaus ist Cape Maria van Diemen nach seiner Frau benannt.